# Tedreküla
Tedreküla (Duits: Tedreküll) is een plaats in de Estlandse gemeente Peipsiääre, provincie Tartumaa. De plaats heeft de status van dorp (Estisch: küla) en telt 16 inwoners (2021).
Van het grondgebied van het dorp behoorde het noordelijk deel tot in oktober 2017 tot de gemeente Pala en het zuidelijk deel (toen het dorp Pärsikivi) tot de gemeente Alatskivi. In die maand werden Pala en Alatskivi bij de gemeente Peipsiääre gevoegd.
Tedreküla ligt aan het Peipusmeer, tussen Kodavere en Kallaste. De Tugimaantee 43, de secundaire weg van Aovere via Kallaste naar Kasepää, loopt langs het dorp.

## Geschiedenis
Tedreküla werd in 1722 voor het eerst genoemd onder de naam Tödderkullast, een dorp op het landgoed van Kockora (Kokora). In 1796 heette het dorp Taddrekül. Bij de gemeentelijke herindeling van 1977 werd Tedreküla bij het noordelijke buurdorp Kodavere gevoegd.
In november 2017 vroegen de inwoners van het vroegere dorp Tedreküla of hun dorp kon worden hersteld. De twee inwoners van Pärsikivi, een dorpje tussen Tedreküla en Kallaste, wilden zich aansluiten. In februari 2018 ging de gemeenteraad van Peipsiääre daarmee akkoord en in oktober 2019 was het nieuwe dorp Tedreküla, als samenvoeging van het zuidelijk deel van Kodavere en het dorp Pärsikivi, een feit.